# Andreas Engqvist
Andreas Engqvist (ur. 23 grudnia 1987 w Sztokholmie) – szwedzki hokeista, reprezentant Szwecji.

## Kariera
- Stockholm 2 (2002-2003)
- Spånga IS (2003-2005)
- Djurgården J20 (2005-2007)
- Djurgården (2006-2010)
- Hamilton Bulldogs (2010-2012)
- Montreal Canadiens (2011-2012)
- Atłant Mytiszczi (2012–2014)
- CSKA Moskwa (2014-2015)
- Saławat Jułajew Ufa (2015-2017)
- Djurgårdens IF (2017-2019)

Wychowanek klubu Spånga IS. Od czerwca 2012 roku zawodnik Atłanta Mytiszczi. W kwietniu 2013 roku przedłużył kontrakt o dwa lata. Od grudnia 2014 zawodnik CSKA Moskwa. Od czerwca 2015 zawodnik Saławatu Jułajew Ufa. W styczniu 2016 przedłużył kontrakt o rok. Od maja 2017 ponownie zawodnik Djurgårdens IF. We wrześniu 2019 ogłosił zakończenie kariery zawodniczej.
Uczestniczył w turniejach mistrzostw świata w 2010.

## Sukcesy

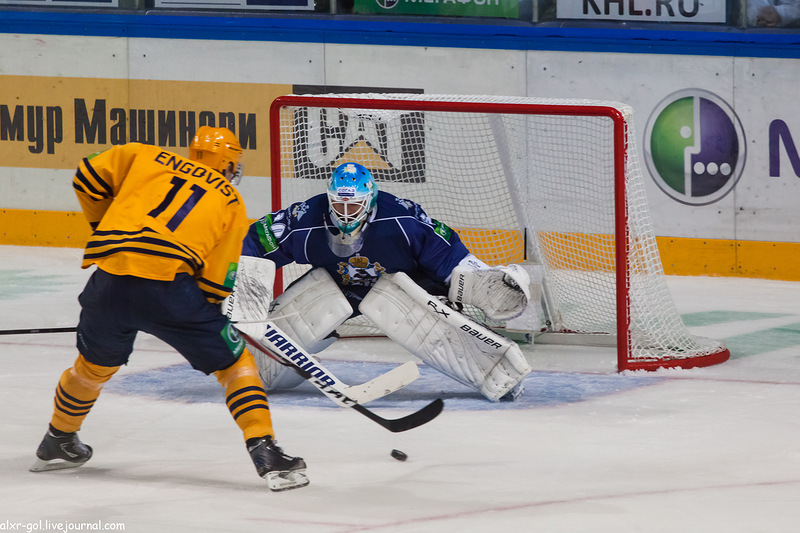
Andreas Engqvist w barwach Atłanta Mytiszczi w akcji „sam na sam” z bramkarzem Amuru Chabarowsk, Aleksiejem Muryginem (2012)

Reprezentacyjne
- Brązowy medal mistrzostw świata juniorów do lat 20: 2010

Klubowe
- Mistrzostwo dywizji AHL: 2011 z Hamilton Bulldogs
- Srebrny medal mistrzostw Szwecji: 2010 z Djurgården
- Puchar European Trophy: 2009 (turniej szwedzki) z Djurgården
- Puchar Kontynentu: 2015 z CSKA Moskwa
- Brązowy medal mistrzostw Rosji: 2015 z CSKA Moskwa